# Psilaspilates meridionalis
Psilaspilates meridionalis là một loài bướm đêm trong họ Geometridae.